# Вирган Іван Оникійович
Іва́н Они́кійович Вирга́н (справжнє ім'я Вергун; * 19 травня (1 червня) 1908, с. Матвіївка, Золотоніський повіт, Полтавська губернія, Російська імперія — † 12 січня 1975, Харків, УРСР) — український поет, перекладач. Виступав і як прозаїк. Уклав (разом з М. М. Пилинською) фразеологічний словник української мови. Жертва сталінських репресій.

## Життєпис
Іван Оникійович Вирган народився 14 червня 1908 року в селі Матвіївка на Полтавщині (тепер у межах села Кліщинці Чорнобаївського району Черкаської області) у сім'ї хліборобів.
Після закінчення Лохвицького педагогічного технікуму вчителював, служив у Червоній Армії.
1940 року закінчив філологічний факультет Харківського університету.
Восени 1940 року Спілка письменників України відрядила І. Виргана до Чернівців уповноваженим по роботі з місцевими літераторами.
У листопаді 1940 року був заарештований органами НКВС УРСР за наклепницьким доносом Дмитра Косарика, в якому він звинувачувався у «злісній антирадянській пропаганді». Вирганові інкримінували організацію злочинної банди в Чернівцях. Поет, не зважаючи на тортури та залякування, винним себе не визнав.
21 березня 1941 року Чернівецький обласний суд засудив поета до 10 років виправно-трудових таборів. Покарання Іван Вирган відбував у Печорських таборах, поблизу Воркути.
Вже 17 липня 1944 року справу було переглянуто і за постановою Ярославського обласного суду Івана Виргана достроково звільнено. Він повернувся до сім'ї, а у жовтні 1944 року був призваний в армію.
Учасник Другої світової війни. Нагороджений медалями.
Після демобілізації в січні 1946 року — на літературній роботі.

## Творча діяльність
Друкувати вірші почав 1929 року. У 1930-ті роки заявив про себе як активний і талановитий поет. Працював у галузі перекладу, уклав (разом з М. Пилинською) фразеологічний словник української мови.
Член СП СРСР з 1936 року.

## Твори
Перед війною видав збірки:
- «Озброєна лірика» (1934)
- «Сад дружби» (1935)
- «Щастя-доля» (1938)

поему
- «Джигіти» (1937)

Після табору та по війні видав книги:
- «Поворот сонця на літо» (1947)
- «Матвіївка над Сулою» (1949)
- «Квітучі береги» (1950)
- «Країна щастя» (1951)
- «Поезії» (1954)
- «У розповні літа» (1959)
- «Василина» (1960)
- «Над Сулою шумлять явори» (1960)
- «Лірика» (1961)
- «Даринка з братиком» (1961)
- «Вибрані твори» (1965)
- «Краса» (1966)
- «Питиме зілля» (1967)
- «Вибране» (1969)
- «Серце» (1969)

Звільненню з табору присвячено поезію «Поворітьма».
- Разом із Марією Пилинською уклав «Російсько-український словник сталих виразів», який публікувався в журналі «Прапор».

Повністю опублікований на замовлення Державного комітету інформаційної політики, телебачення та радіомовлення України за Національною програмою соціально значущих видань. Матеріали словника використані сайтом http://stalivyrazy.org.ua [Архівовано 7 серпня 2009 у Wayback Machine.].

## Перекладацька робота
Перекладав твори Олександра Пушкіна, Михайла Лермонтова, Федора Тютчева, Івана Буніна, Аветіка Ісаакяна, Акакія Церетелі, Яніса Райніса, Йоганна Ґете, Яна Неруди.

## Сім'я
Батько Наталії Вергун.